# 大順平定
大順平定（たいじゅんへいてい）は明代に段鋹が自立し建てた説のある私年号。
李崇智は史書、研究書を考証した結果、「大順」「平定」を分けて解釈する資料を多く引用し、「大順平定」を一元号とみなす考えを否定している。史料によって、「大順」を国号とするもの、「大順」「平定」ともに元号とするものの双方がある。また年代については、鍾淵映『歴代建元考』に「正徳□年」とあるのを引用するのみで、断定していない。

## 西暦・干支・他元号との対照表
| 大順平定 | 元年     |
| 西暦     | 1520年   |
| 干支     | 庚辰     |
| 明       | 正徳15年 |